# Reest
De Reest (Nedersaksisch: Riest, spreek uit: Rie:st) is een Nederlandse beek die begint in het nu afgegraven hoogveen tussen Slagharen, Lutten en Dedemsvaart en meandert naar Meppel, waar hij, circa 35 km verder, uitmondt in het Meppelerdiep. De Reest stroomt aan de noordzijde van het oerstroomdal van de Overijsselse Vecht.

## Geografie
De Reest is een typische laaglandbeek met een gemiddeld verhang van 1 m op 5 km. Ze vormt voor een belangrijk deel de grens tussen de provincies Overijssel en Drenthe. Het dorp Oud Avereest en daarvan afgeleid de vroegere gemeente Avereest waren genoemd naar deze beek.
In de voorlaatste ijstijd, het Saalien, zijn door het vrijkomend smeltwater aan de zuid- en oostzijde van het Drents keileemplateau dalen uitgeschuurd die uitmondden in het diepe dal van de Oer-Vecht. Dit dal werd daardoor ten dele weer opgevuld met fluvioglaciale zanden. In de laatste ijstijd, het Weichselien, werd het Drents keileemplateau nog meer versneden door regen- en dooiwater, waarbij het oerstroomdal van de Vecht steeds verder werd opgevuld. De erosiedalen verloren hun aansluiting met de Oer-Vecht en het Reestdal ontstond. Door afsnoering van de erosiedalen in het Weichselien bleef ook in het Holoceen de afwatering moeilijk. In de
ketens van afgesnoerde meertjes ontwikkelde zich veen.
Het Reestdal is zo goed als helemaal gaaf en de Reest kan nog vrij meanderen. De breedte van het dal varieert van circa 100 tot 600 m. De begrenzing van het dal is in het vlakke veengebied tamelijk vaag. In de middenloop manifesteert het dal zich aanmerkelijk duidelijker tussen de middelhoge en hoge dekzandgronden en vooral bij de stuifzandgebieden de Wildenberg en in de omgeving van IJhorst. Plaatselijk komen beekduintjes voor die soms boven het veen uitsteken. In het gebied komen op enkele plaatsen min of meer verlande, oude beekarmen voor, o.a. bij de Wildenberg en de Pieperij.
Voor Nederlandse begrippen is het uniek te noemen dat de Reest nog zo sterk meandert. Fluviatiele processen kunnen hier redelijk ongestoord hun werk doen. Dit maakt het tot een aardkundig bijzonder waardevol gebied.
Doordat de Reest op de grens van twee provincies loopt, zijn er pas in de jaren 1970 serieuze plannen gekomen om de beek te kanaliseren. Door veranderende inzichten in de planologie op het gebied van natuur en landschap is deze dreiging van de baan. De gemeente Meppel is in 2007 gestart met de Ontwikkelingsvisie stadrandzone Meppel-Reestdal, wat een uitwerking is van het gebiedsplan "Samen over de Reest". Deze visie heeft onder meer tot doel om het meest westelijke deel van het Reestdal en omgeving, dat tegen de stad Meppel aanligt, een impuls te geven. De gemeente werkt hierin samen met andere overheden, waterschap, Stichting Het Drents Landschap en overige particuliere eigenaren van het gebied. Daarnaast heeft de gemeente Meppel in 2010 een volkstuincomplex ontruimd en gedeeltelijk gesaneerd in de nabijheid van het Reestdal. Over dit terrein is een wandelpad met toeristisch trekpontje over de Reest aangelegd. Doordat in dit deel van het gebied nog sprake is van asbestvervuiling is er echter een gecompliceerde situatie ontstaan. Wel is verbouwing van een voormalige boerderij tot hospice gerealiseerd. De nieuwbouw van het plaatselijke ziekenhuis is momenteel aan de orde. Via een ander wandelpad, het Nattepotenpad, is een route van eerder genoemd wandelpad tot nabij dit ziekenhuis aangelegd. Genoemde routes worden geflankeerd door bomen en struiken , die in samenwerking tussen particuliere grondeigenaren en Landschapsbeheer Drenthe konden worden aangelegd.

## Ecologie
Doordat er nauwelijks is ingegrepen in de waterhuishouding van de Reest is het mogelijk om veel natuurwaarden in het Reestdal te behouden en waar nodig te versterken. Het dal biedt een goede biotoop voor de ooievaars die zich ophouden bij het ooievaarstation De Lokkerij, vlak bij Havixhorst en in het gebied nabij het Drentse Pieperij. Naast deze opvallende vogels leven er ook dassen en vossen en is er een bijzondere flora, onder meer bestaand uit noordse zegge, grote pimpernel en stijf struisriet. Daarnaast groeit er het zeldzame moeraskartelblad, de Orchidee van de Reest genaamd.

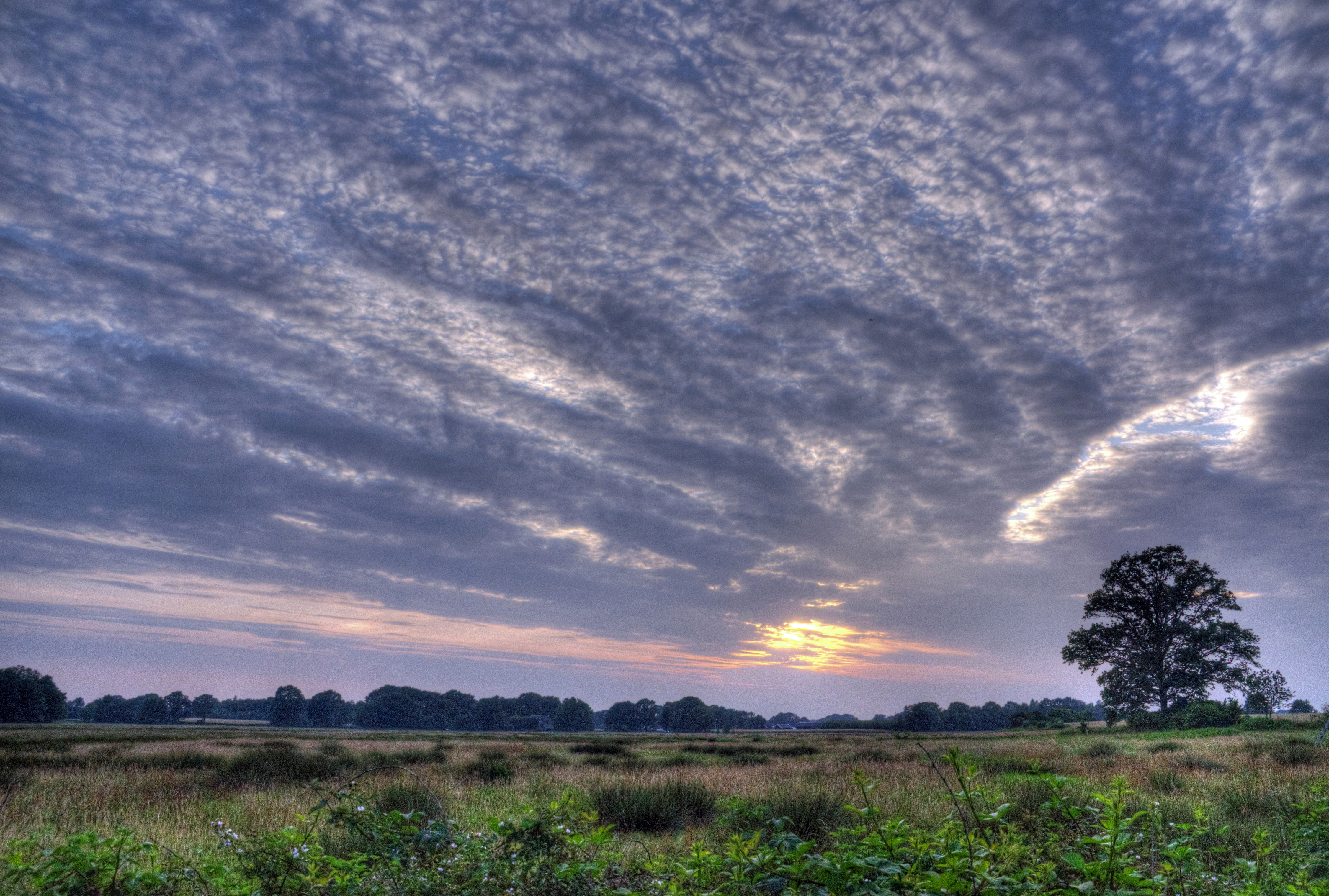
Reestdal